# The Shepherd's Song
 (novembre 2024).
La mise en forme du texte ne suit pas les recommandations de Wikipédia : il faut le « wikifier ».
Les points d'amélioration suivants sont les cas les plus fréquents. Le détail des points à revoir est peut-être précisé sur la page de discussion.
- Les titres sont pré-formatés par le logiciel. Ils ne sont ni en capitales, ni en gras.
- Le texte ne doit pas être écrit en capitales (les noms de famille non plus), ni en gras, ni en italique, ni en « petit »…
- Le gras n'est utilisé que pour surligner le titre de l'article dans l'introduction, une seule fois.
- L'italique est rarement utilisé : mots en langue étrangère, titres d'œuvres, noms de bateaux, etc.
- Les citations ne sont pas en italique mais en corps de texte normal. Elles sont entourées par des guillemets français : « et ».
- Les listes à puces sont à éviter, des paragraphes rédigés étant largement préférés. Les tableaux sont à réserver à la présentation de données structurées (résultats, etc.).
- Les appels de note de bas de page (petits chiffres en exposant, introduits par l'outil «  Source ») sont à placer entre la fin de phrase et le point final[comme ça].
- Les liens internes (vers d'autres articles de Wikipédia) sont à choisir avec parcimonie. Créez des liens vers des articles approfondissant le sujet. Les termes génériques sans rapport avec le sujet sont à éviter, ainsi que les répétitions de liens vers un même terme.
- Les liens externes sont à placer uniquement dans une section « Liens externes », à la fin de l'article. Ces liens sont à choisir avec parcimonie suivant les règles définies. Si un lien sert de source à l'article, son insertion dans le texte est à faire par les notes de bas de page.
- La présentation des références doit suivre les conventions bibliographiques. Il est recommandé d'utiliser les modèles {{Ouvrage}}, {{Chapitre}}, {{Article}}, {{Lien web}} et/ou {{Bibliographie}}. Le mode d'édition visuel peut mettre en forme automatiquement les références.
- Insérer une infobox (cadre d'informations à droite) n'est pas obligatoire pour parachever la mise en page.

Pour une aide détaillée, merci de consulter Aide:Wikification.
Si vous pensez que ces points ont été résolus, vous pouvez retirer ce bandeau et améliorer la mise en forme d'un autre article.
The Shepherd's Song (La chanson du berger) est un chant composée par Edward Elgar en 1892 sur un texte de Barry Pain (en).
Le manuscrit est daté du 22 août 1892.
Le chant est  publié pour la première fois en 1895 par Tuckwood sous le titre Op. 16 n°1, puis en 1896 par Ascherberg. Il est réédité en 1907 par Ascherberg, Hopwood & Crew, comme le dernier des sept lieder d'Edward Elgar (avec des paroles en anglais et en allemand).
Le chant est peut être le même que celui appelé Muleteer's Song pour lequel la permission a été obtenue de Barry Pain d'utiliser les paroles le 3 mars 1894.

## Texte
Paroles en allemands d'Ed. Sachs.
« THE SHEPHERD'S SONG
 
Down the dusty road together
Homeward pass the hurrying sheep,
Stupid with the summer weather,
Too much grass and too much sleep,
I, their shepherd, sing to thee
That summer is a joy to me.

Down the shore rolled waves all creamy
With the flecked surf yesternight;
I swam far out in starlight dreamy,
In moving waters cool and bright,
I, the shepherd, sing to thee
I love the strong life of the sea.

And upon the hillside growing
Where the fat sheep dozed in shade,
Bright red poppies I found blowing,
Drowsy, tall and loosely made,
I, the shepherd, sing to thee
How fair the bright red poppies be.
To the red-tiled homestead bending
Winds the road, so white and long
Day and work are near their ending
Sleep and dreams will end my song,
I, the shepherd, sing to thee;
In the dreamtime answer, answer me,
In the dreamtime answer, answer me. »
« DES SCHÄFER'S LIED
Auf dem langen Weg, der stäubet,
Heim die Herde Schafe eilt,
Von der Sommersonn' bestäubet,
Von der Weid', wo sie geweilt,
Ich, dein Schäfer, singe dir:
Der Sommer ist ein' Freude mir.
An das Ufer schlugen schäumend
Weissgekrönte Wellen an;
Ich schwann hinaus, die Nacht träumend,
Als sie sich über's Wasser spann;
Ich, dein Schäfer, singe dir:
Die See ist eine Freude mir.
Auf der blum'gen Bergeshalde,
Wo die Herde schlafend lag,
Fand ich bei dem Saum vom Walde
Rote Rosen an dem Hag;
Ich, dein Schäfer, singe dir:
Wie rot die Rosen leuchten mir.
Nach der trauten Hütte wendet
Sich der Weg, so lang und weiss,
Tag und Arbeit sind vollendet,
Bald naht sich der Schlummer leis',
Ich, dein Schäfer, singe dir:
In dem Traume träume, träum' von mir,
In dem Traume träume, träum' von mir. »

## Enregistrements
- Songs and Piano Music by Edward Elgar . The Shepherd's Song est chanté par Mark Wilde (ténor), avec David Owen Norris (piano).
- The Songs of Edward Elgar SOMM CD 220 Catherine Wyn-Rogers (soprano) avec Malcolm Martineau (piano), au Southlands College, Londres, avril 1999